# 胜利乡 (梨树县)
胜利乡，是中华人民共和国吉林省四平市梨树县下辖的一个乡镇级行政单位。

## 行政区划
胜利乡下辖以下地区：
关家屯村、顺城堡村、十家子村、九家子村、长发堡村、郭家窝堡村、四家子村、戴家堡村、小城子村、洋苇岭村、南老奤村和石庙子村。